# Bataille du pont de Leybar
Deuxième guerre franco-Trarza
La Bataille du pont de Leybar se déroule le 21 avril 1855 entre l'armée de Trarza de Mohammed al-Habib et la garnison française de la tour sur le pont de Leybar, à l'extérieur de Saint-Louis au Sénégal, une colonie française, lors de la Deuxième guerre franco-Trarza.

## Contexte
Après sa victoire éclatante contre une force combinée de Trarza-Waalo fin février 1855, le gouverneur français Louis Faidherbe tente de négocier la paix avec Emir Mohammed al-Habib, exigeant l'abolition des taxes payées par la France pour le droit d'utilisation du fleuve Sénégal, la fin des raids de Trarza sur Waalo et la renonciation de la revendication du fils de l'émir au trône de Waalo,. L'émir répond que ses propres conditions sont l'augmentation des taxes existantes, la suppression de tous les forts français le long du fleuve, l'établissement de nouvelles taxes et le renvoi de Faidherbe en tant que gouverneur,.
Le 12 avril 1855, à la suite d'une attaque de Trarza contre l'avant-poste français de Richard-Toll, Faidherbe quitte Saint-Louis avec 1 500 hommes, soit pratiquement la totalité des forces françaises au Sénégal, pour une expédition punitive en territoire Trarza,,. L'émir, apprenant l'expédition française, décide d'amener ses forces à Saint-Louis pour attaquer la ville sans défense,,.

## Bataille
Le pont de Leybar est à ce moment-là le seul lien entre la terre ferme et la ville de Saint-Louis. À l'entrée du pont se trouve une petite tour fortifiée, contenant un canon.
Le 21 avril, un peu après 7h00, l'armée de Trarza, comptant plus de 1 000 guerriers, aperçoit le pont,,. La garnison de la tour comprend 14 hommes du 4e régiment d'infanterie de marine : Sgt. Henri Brunier, 11 fantassins et 2 artilleurs.,, Après avoir laissé entrer un petit groupe de civils paniqués, ils scellent la tour et se préparent à combattre les attaquants. Les Trarza sont assez surpris de trouver cette fortification inattendue, qui avait été construite récemment et donc n'était pas là lors de leurs dernières visites diplomatiques en temps de paix. Néanmoins, cela ne les dissuade pas et l'émir, bien conscient de l'absence de l'armée française, se vante devant ses hommes qu'ils pourront tous triomphalement accomplir leur salat dans la Cathédrale de Saint-Louis en tant que conquérants ce même jour,.
Les guerriers de Trarza envahissent rapidement la zone autour du bâtiment fortifié. Une petite cabane à côté de la tour, qui sert de cuisine pour la garnison, est incendiée par les Trarza, et une femme civile qui s'était cachée à l'intérieur périt dans les flammes. Les assaillants attaquent furieusement la fortification. Certains tentent de tirer dans les petites meurtrières avec leurs fusils tandis que d'autres essaient sans succès d'endommager la structure de la tour avec leurs épées et leurs poignards.
Malgré l'épaisse fumée émanant de la cabane en feu et les cris terrifiés des civils au rez-de-chaussée, les quatorze marins français conservent leur sang-froid et tirent méthodiquement sur leurs nombreux ennemis sans gaspiller de munitions,. Les défenseurs sont résolus à combattre jusqu'à la fin et se mettent d'accord pour faire sauter tout le bâtiment en allumant la réserve de poudre si les attaquants parviennent à entrer ou à escalader la tour,.
Peu avant midi, un obus d'artillerie français tombe dangereusement près de l'émir qui observait la bataille d'un endroit quelque peu éloigné,. Choqué par l'expérience, ainsi qu'inquiet des pertes de plus en plus lourdes et anxieux du retour potentiel de la force principale française, l'émir Mohammed al-Habib ordonne finalement la retraite après près de cinq heures de combat. L'armée de Trarza se retire vers Rosso par le même chemin qu'elle était arrivée, ramenant un grand nombre de blessés. Parmi les blessés se trouve le fils du Prince Bethio Chakoura, un important allié des Trarza.

## Conséquences
Grâce à sa défense résiliente du pont, la petite garnison sauve à elle seule la ville de Saint-Louis. Les guerriers de Trarza tombés jonchent le sol à l'extérieur de la tour. Parmi les morts figurent deux proches parents de l'émir ainsi que son principal ministre. Les pertes françaises s'élèvent à trois blessés, dont le sergent Brunier,.
La garnison française passe le jour suivant à brûler les nombreux corps qui encombrent le sol, avec l'aide de quelques civils locaux. Le gouverneur Faidherbe et les forces françaises reviennent de leur expédition deux jours plus tard, le 23 avril, avec un grand nombre de bétail pris dans les terres de Trarza.
Pour leur défense héroïque du pont, le sergent Brunier est décoré de la Légion d'honneur tandis que ses hommes reçoivent la Médaille Militaire.